# Козина, Ася Юрьевна
Ко́зина А́ся Ю́рьевна (девичья фамилия Чуприна́; родилась 5 мая 1984 года, Новониколаевка, Днепропетровский район, Днепропетровская область, Украина) — украинская современная художница, работающая в технике бумажной пластики.

## Биография
Родилась 5 мая 1984 года в семье дизайнера-полиграфиста Юрия Чуприна и преподавателя изобразительных искусств Анны Чуприной, в девичестве Масся. Обучалась на вокально-хоровом отделении Черкасской детской школы искусств (выпуск 1999 года), там же преподавала с 2003 года. Получила диплом Каневского училища культуры и несколько лет выступала вместе с танцевальным коллективом «Артания». Поступила в Черкасский национальный университет. В 2010 году завершила обучение в степени магистра изобразительного и декоративно-прикладного искусства, автор научной работы по технике бумажной пластики.
С детства интересовалась искусством. Работать с бумагой научилась в десятилетнем возрасте: девочка оставалась дома из-за болезни и мать научила её витинанкам. Во время обучения в Каневском училище получила опыт работы с объёмными формами, изготовив манекены для кукольных исторических костюмов. Козина всерьёз занялась бумажными куклами на первом курсе университета, а первый художественный проект — серию «Увлечение белым» из 23 кукол, демонстрирующих исторические костюмы разных государств и эпох от античных Греции и Рима до Средних веков и Нового Времени — выполнила летом 2007 года на каникулах между 2 и 3 курсами. Проект получил похвалу педагога, а осенью состоялась первая выставка Козиной в Черкасском художественном музее. В дальнейшем куклы выставлялись в других украинских музеях, 16 из 23 осели в музейных фондах и частных коллекциях.
В 2008 году Козина выиграла конкурс «Молодёжный лидер Черкасщины» в номинации «Открытие года в отрасли культуры и искусств». В том же году возглавила общественную организацию «Світовид», под эгидой которой основала ежегодный областной конкурс изобразительного искусства для детей «Таланты твои, Черкасщина». В начале 2009 года выставка Козиной открыла экспозицию «Королевство кукол» в Государственном музее игрушки. Художница получила стипендию программы «Завтра. UA», организованной благотворительным фондом Виктора Пинчука. Преподавала в частной киевской школе «Радуга» и собственной арт-студии «Глория» в Черкассах, выступала с мастер-классами на международной книжной ярмарке «Медвін» и музыкальном этническом фестивале «Страна Грёз» в 2009 году. В 2012 году заняла второе место на международном конкурсе «Украинская неделя искусств».
В 2011 году вышла замуж за россиянина Дмитрия Козина и переехала в город Тосно Ленинградской области, где тот преподавал в авторской художественной школе. Выставлялась в Доме кукол в Петрозаводске и Сургутском художественном музее, участвовала в групповых фестивалях и выставках, посвящённых куклам и работе с бумагой. Сотрудничала с маркой нижнего белья «Дикая Орхидея», разработала бумажные костюмы, представленные в лукбуке свадебного нижнего белья компании и декорации для съёмки — двухметровые торсы лошадей. К российскому периоду творчества Козиной относятся две заметные работы: барочные парики, изготовленные на заказ для фотосессии и получившие высокую оценку сообщества международного веб-сайта Behance и серия интерпретаций национальных костюмов народов Азии. В 2015 году художница вместе с мужем участвовала в оформлении выставки «Возвращение в Ях» Сургутского художественного музея в 2015 году.

## Художественный стиль
В своих работах Козина сочетает вырубку, высечку, биговку, фальцовку, квиллинг и аппликацию. Инструменты — канцелярский скальпель, коврик для резки, полимерный клей; небольшие объекты художница изготавливает из офсетной бумаги, для крупных использует ватман.
Бумажные костюмы из этнической серии трудны в транспортировке, поэтому вместо перевозки экспонатов художница делает их реплики по прибытии в город, где проводится выставка.

## Экспозиции

### Персональные выставки
- 2007 — «Увлечение белым», Черкасский художественный музей, Черкассы, Украина[1][6]
- 2013 — «С чистого листа», Дом Куклы, Петрозаводск[9]

### Групповые выставки
- 2009 — «Королевство кукол», Государственный музей игрушки, Украина
- 2010 — «Бумажное перевоплощение», Львов, Украина[18]
- 2013 — «Бумпром», Москва
- 2013 — «Время кукол», Центральный выставочный зал Союза художников России, Санкт-Петербург[19]
- 2014 — «Кукляндия», Сургутский художественный музей, Сургут[20]
- 2014 — выставка в рамках благотворительного фестиваля «Бумократия», Санкт-Петербург[21]
- 2015 — «Возвращение в Ях», Сургут[22]
- 2019 — «Инновационный костюм XXI века: новое поколение», Москва[23]
- 2019 — Marie-Antoinette, métamorphoses d’une image, Консьержери, Париж[24]

### Постоянные экспозиции
Работы Козиной находятся в собраниях Киевского национального музея русского искусства, Сургутского художественного музея и частных коллекциях.